# Семеньский, Люциан
Люциан Ипполит Семеньский (13 августа 1807, Каменная Гора— 27 ноября 1877, Краков) — польский поэт, писатель, литературный критик и переводчик, участник Ноябрьского восстания (1830 года).
В конце 1830-х годов Семеньский эмигрировал во Францию, спасаясь от ареста. Там он присоединился к польскому демократическому обществу.
В 1848 году он поселился в Кракове, где присоединился к консервативным кругам, издающим ежедневную газету «Czas» («Время»; в 1856—1860 годах он был редактором литературного приложения газеты) и «Przegląd Polski» («Польский обзор»). Он был одним из основателей и членом Академии знаний.
Автор многочисленных стихов, на которые он был вдохновлен польским и украинским фольклором, писал эссе, сказки, а также биографические, исторические и литературные произведения. Перевел на польский язык «Одиссею» Гомера, «Слово о полку Игореве», Краледворскую рукопись, работы Микеланджело (в сборнике «Poezye Michała — Anioła Buonarrotego»), Горация, украинские народные песни.
В 1881 его останки были перенесены в Скалку и помещены в Усыпальницу великих поляков.

## Работы
- Pamiątki o Samuelu Zborowskim, Poznań, 1844.
- Wieczory pod lipą czyli historyja narodu polskiego opowiadana przez Grzegorza z pod Racławic, Poznań, 1847.